# シドニー・パジェット

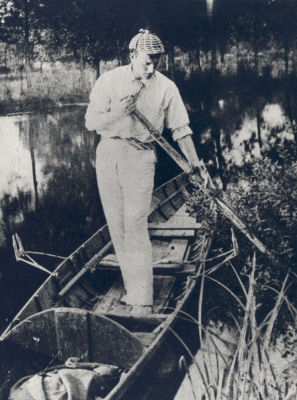
鹿撃ち帽をかぶったパジェット

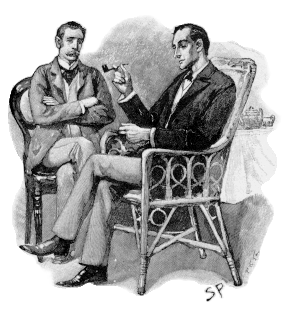
パジェットの描いたシャーロック・ホームズ（右）とワトスン博士（左）

シドニー・エドワード・パジェット（Sidney Edward Paget、1860年10月4日 - 1908年1月28日）は、ヴィクトリア時代イギリスのイラストレーター。日本語では表記揺れで「パジット」と書かれることも多い。
アーサー・コナン・ドイルが『ストランド・マガジン』に連載していた「シャーロック・ホームズシリーズ」の挿絵で最もよく知られている。

## 経歴
パジェットは9人兄弟の5番目として生まれた。父はロンドン、クラーケンウェル区（Clerkenwell）の聖ジェイムズ教会および聖ジョン教会で教区会書記をやっていたロバート・パジェットという人物。母はマーサ・パジェット（旧姓クラーク）という音楽教師。結婚するまで、パジェットは家族と共にクラーケンウェルのロイド・スクエア19番地に住んでいた。彼はカウパーのロンドン・ミドル・クラス・スクール（London Middle School）で初等教育を受けたのち、ヒーザリー芸術学校（Heatherley School of Fine Art）へ通った。
1881年、パジェットは王立芸術学院に入学する。ここで彼は建築学専攻のアルフレッド・モリス・バトラー（Alfred Morris Butler）と友人になった。後にこの人物はワトスン博士の絵のモデルとなった。1879年から1905年の期間に、パジェットは種種雑多な絵18枚（うち肖像画が9枚）を書き上げて、学院の展覧会に出している。
パジェットの絵は『ストランド・マガジン』、Pictorial World（絵画世界）、The Sphere（ザ・スフィア）、The Graphic（ザ・グラフィック）、『イラストレイテド・ロンドン・ニュース』、『ポール・マル・マガジン』などの定期刊行物に掲載され、その知名度はイギリス、アメリカの両方で上がっていった。彼はアーサー・モリスンの探偵もの「マーチン・ヒューイットシリーズ」およびドイルの「シャーロック・ホームズシリーズ」のイラストを担当し、両シリーズの人気に拍車をかけた。
1893年6月1日、パジェットは農業家ウィリアム・ハウンズフィールド（Hounsfield）の娘エディス・ハウンズフィールド（1865 - ?)と結婚した。彼らは4人の娘と2人の息子をもうけた。
晩年の数年間は、病気で胸部の痛みに苦しめられ、1908年1月28日にマーゲイトで没した。彼はロンドンのイースト・フィンチリー墓地に埋葬された。

## 『ストランド』誌での画業
今日、シドニー・パジェットは世間一般が抱くシャーロック・ホームズ像の作り手として記憶されている。彼が『シャーロック・ホームズの冒険』のイラスト担当者として雇われたのは偶然であった。『ストランド』誌は彼でなく、やはり挿絵画家である弟のウォルター・パジェットと交渉するつもりだったのだが、手違いでシドニーに手紙を出したのである。シドニー・パジェットの描くホームズ像はウォルターの描いたそれに基づいているという説が広く信じられているが、兄弟の一人で同様に画家であるH・M・パジェットはこれを否定している。「この画家の弟ウォルターが（もしくは別の人物が）シャーロック・ホームズの肖像のモデルの役を果たしたという主張は誤りである 」
1893年、パジェットは『シャーロック・ホームズの思い出』のイラストを描いた。アーサー・コナン・ドイルは、『ストランド』誌に『バスカヴィル家の犬』を連載した際（1901年から1902年）、特に挿絵画家としてパジェットを希望したという。パジェットは短編集『シャーロック・ホームズの帰還』（連載は1903年から1904年）の挿絵も担当した。合計で、彼が担当したホームズものは長編1、短編37になる。パジェットのイラストは後世の小説、映画、戯曲などの二次作品におけるホームズ解釈に多大な影響を与えた。
『ストランド』誌はホームズものという看板作品によってイギリスで最も評判の高い小説雑誌になった。ホームズものの人気が上がるにつれ、パジェットのイラストはより大きく、より精緻になって行った。「最後の事件」が1893年に始まった時には、『ストランド』誌は1ページ全面を使ったイラストを呼び物とするようになっていた（同誌の他の作品では、イラストはもっと小さいのが普通だった）。その頃では物語の厳しいムードを受けてパジェットの単彩画法を使ったイラストも暗い調子を帯びるようになっていた。パジェットによる深い、翳のあるイラストは後のアメリカの探偵映画やフィルム・ノワールにおそらく影響を与えた。また数々のホームズ映画には大きな影響を与えた。
なおパジェットはホームズに鹿撃ち帽とインヴァネス・コートを与えた最初の人物だと考えられている。そのような服装の記述はドイルの文章には存在しない。この種の帽子とコートは1891年の「ボスコム渓谷の惨劇」で最初に世に出され、1893年の「銀星号事件」で再び描かれた。『シャーロック・ホームズの帰還』における何点かのイラストにもこのような服装が見られる（ホームズのもう一つのトレードマーク、曲がったパイプは俳優のウィリアム・ジレットによって付け加えられたイメージであって、パジェットは無関係である）。
パジェットが発表したホームズ関係の絵画は、累計でおそらく356枚になる。彼の死後（1908年）、その後を引き継いでホームズものの挿絵を描いた他のイラストレーターたちは、自分たちがパジェットの模倣を要求されていることに気付いた。パジェットの挿絵はホームズものの短編集が出版されるのと同時に幾度も再版され、ホームズ描写における一つの権威となった。
「シャーロック・ホームズシリーズ」が載った『ストランド』誌の全巻ぞろいは、出版史において希少かつ高価なコレクターズ・アイテムである。ライヘンバッハの滝の崖っぷちで生死をかけた格闘をするホームズとモリアーティ教授を描いた、パジェットの10.5×6.75インチの原画は、2004年11月16日ニューヨークにてサザビーズによって220,800ドルで売却された。

## ギャラリー

シャーロック・ホームズシリーズから
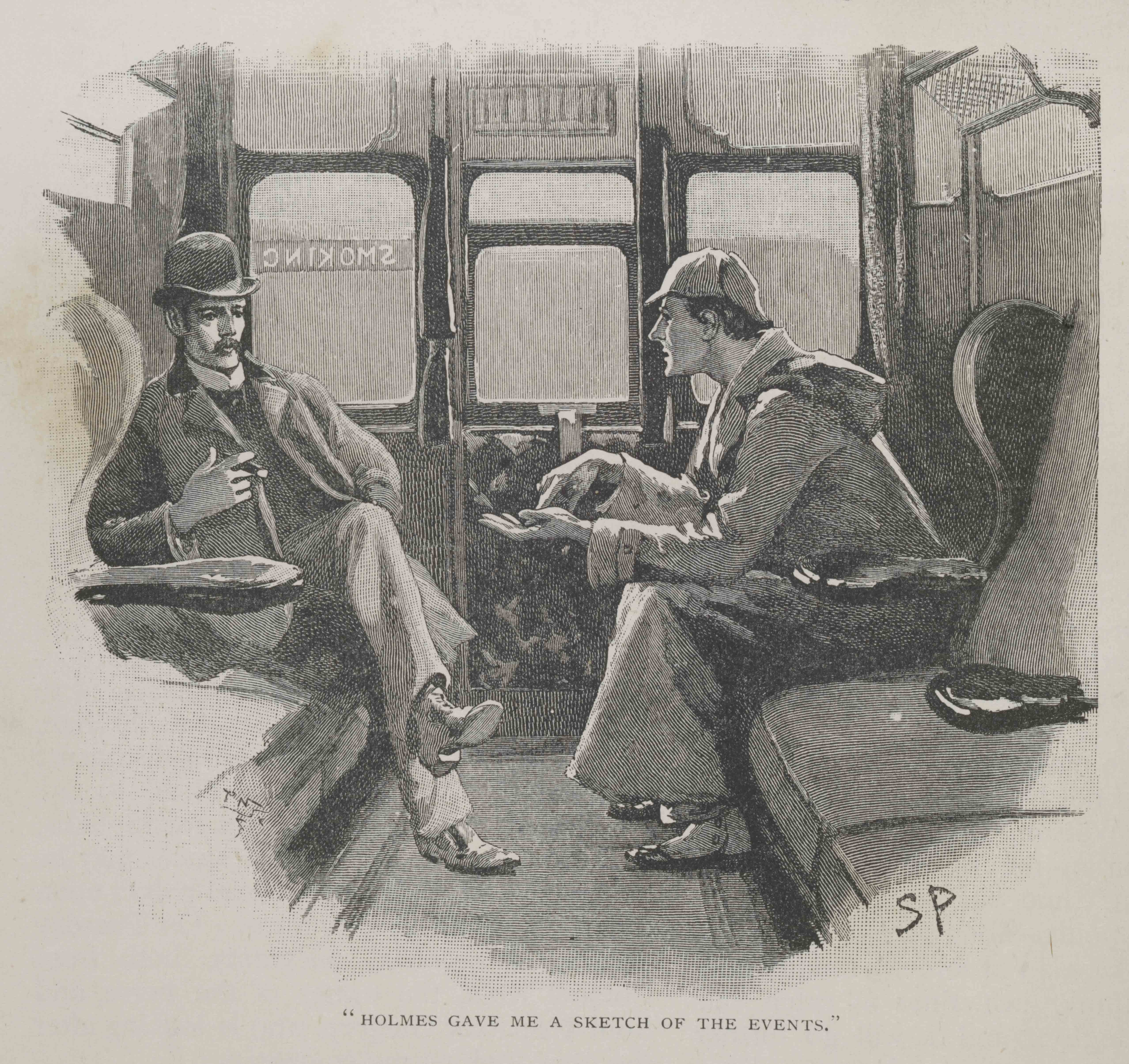
『白銀号事件』から 1892年
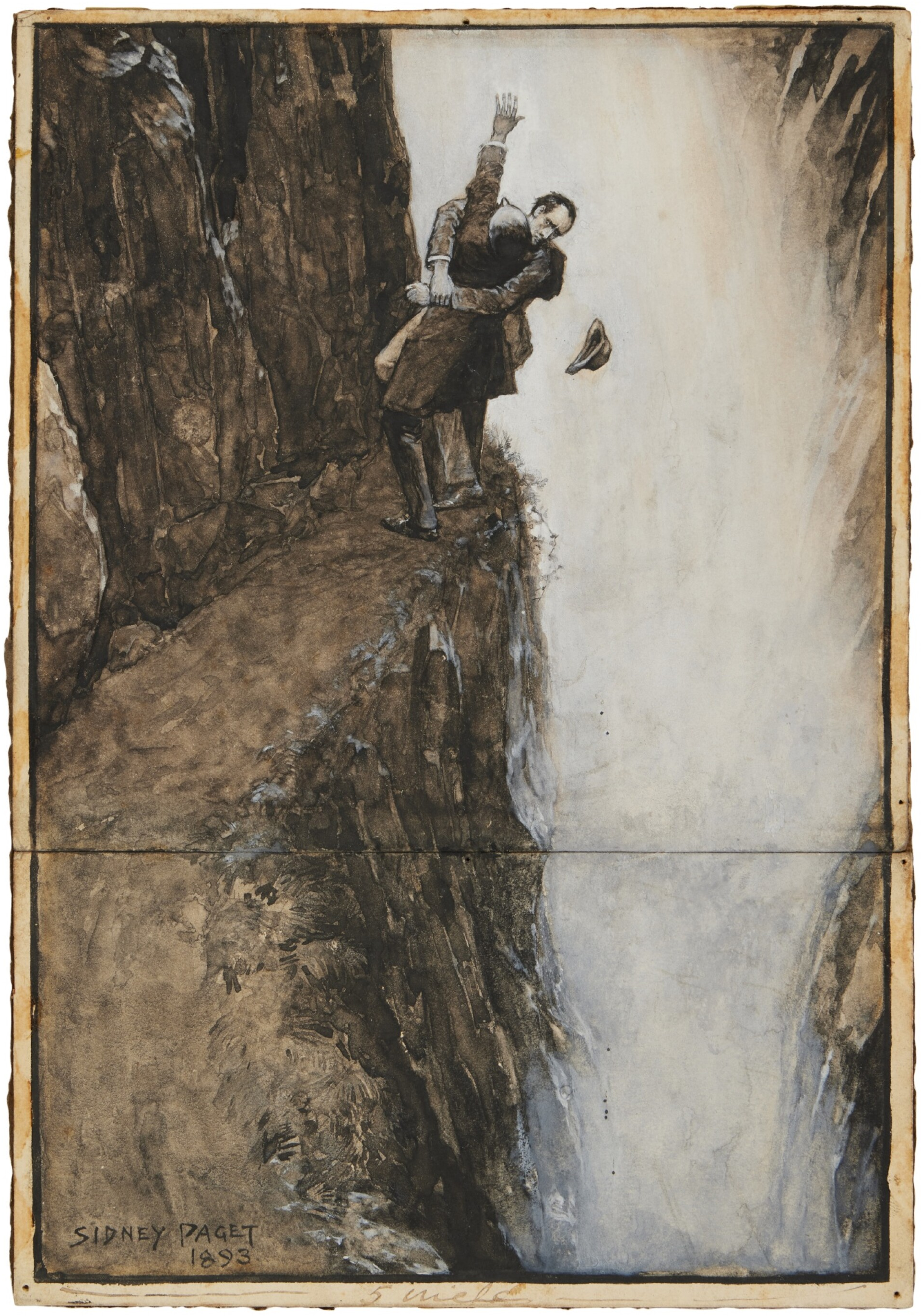
『最後の事件』から　1893年
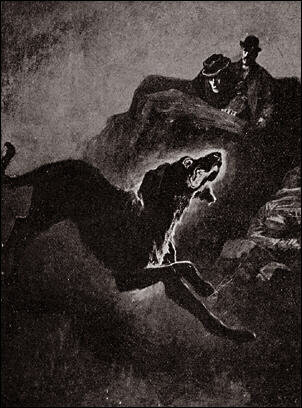
『バスカヴィル家の犬』より 1901年

パジェットを描いた肖像画
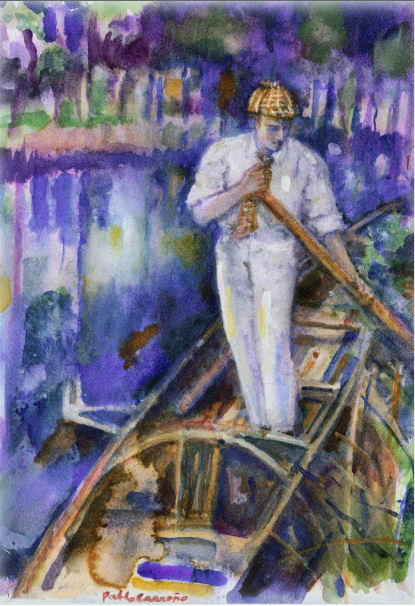
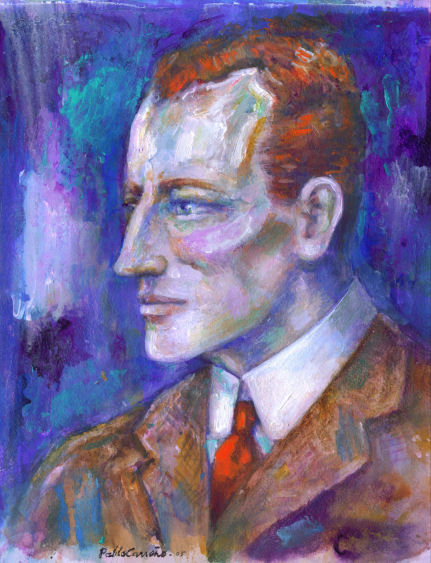
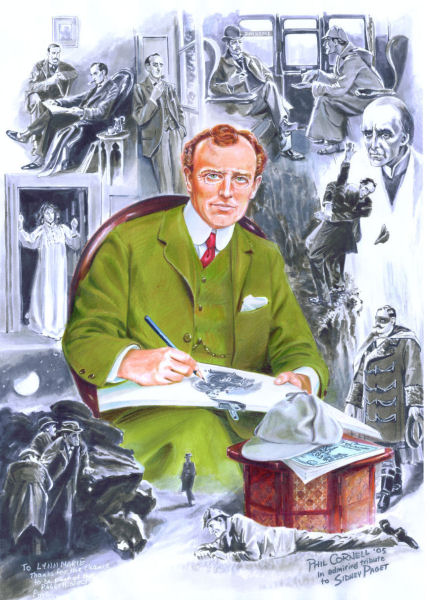
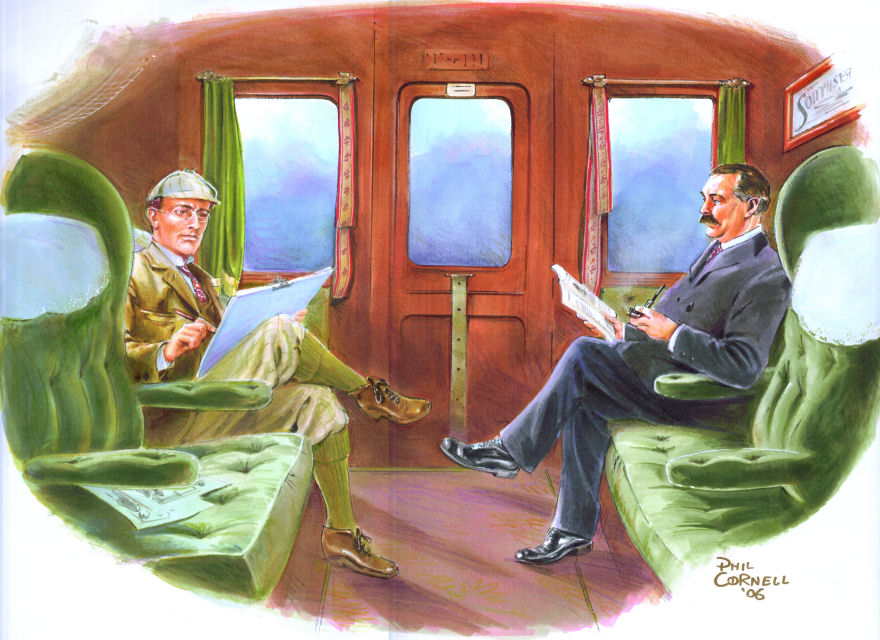